# Пирожков, Александр Петрович
Алекса́ндр Петро́вич Пирожко́в (род. 1946) — советский и российский скульптор.

## Биография
Родился 11 января 1946 года в Рязани. В 1961—1962 годах учился в Рязанском художественном училище.
Автор скульптуры «Материнство» (1969).
Участвовал в создании монумента боевой славы советских Вооружённых Сил во Львове (1970).

## Награды и премии
- Государственная премия УССР имени Т. Г. Шевченко 1972 — за монумент Боевой славы советских вооружённых сил во Львове